# Dragojloviće
Dragojloviće (en serbe cyrillique : Драгојловиће) est un village de Serbie situé dans la municipalité de Sjenica, district de Zlatibor. Au recensement de 2011, il comptait 126 habitants.
Dragojloviće est situé sur les bords de l'Uvac.

## Démographie
| 1948 | 1953 | 1961 | 1971 | 1981 | 1991 | 2002 | 2011 |
| ---- | ---- | ---- | ---- | ---- | ---- | ---- | ---- |
| 341  | 362  | 346  | 261  | 219  | 155  | 114  | 126  |

|  |